# David Picão
David Picão (* 18. August 1923 in Ribeirão Preto, São Paulo, Brasilien; † 30. April 2009 in São Paulo) war ein brasilianischer Geistlicher und römisch-katholischer Bischof von Santos.

## Leben
David Picão studierte Theologie und Philosophie an den Seminaren in Campinas und Central do Ipiranga sowie Theologie und Kirchenrecht an der Gregoriana in Rom. Er empfing die Priesterweihe am 10. Oktober 1948 in Rom. Anschließend war er in dem Erzbistum Ribeirão Preto tätig, als Professor und Spiritual des Diözesanseminars „Maria Immaculata“, später als Kanzler der erzbischöflichen Verwaltung. 
Am 14. Mai 1960 wurde er von Papst Johannes XXIII. zum ersten Bischof des neugegründeten Bistums São João da Boa Vista ernannt. Die Bischofsweihe spendete ihm Erzbischof Armando Lombardi, Apostolischer Nuntius in Brasilien, am 31. Juli 1960 in der Kathedrale von Ribeirão Preto; Mitkonsekratoren waren Luis do Amaral Mousinho, Erzbischof von Ribeirão Preto, und Jaime Luiz Coelho, Bischof von Maringá. Sein bischöflicher Wahlspruch lautete „Omnibus omnia factus“ („Alles für alle“ – 1. Korinther 9,22 ).
Johannes XXIII. ernannte ihn am 10. Mai 1963 zum Titularbischof von Thois und zum Koadjutorbischof von Santos. Die Amtseinführung fand am 22. Juni desselben Jahres statt.
Er nahm an allen vier Sitzungsperioden des Zweiten Vatikanischen Konzils als Konzilsvater teil.
Mit dem Rücktritt Idílio José Soares’ am 21. November 1966 folgte er diesem als vierter Bischof von Santos nach.
David Picão war über 35 Jahre lang Kanzler der Universidade Católica de Santos (UniSantos). Er erhielt zahlreiche Ehrungen und Auszeichnungen, darunter 1996 die Ehrenbürgerwürde von Santos.
Am 26. Juli 2000 wurde seinem altersbedingten Rücktrittsgesuch durch Papst Johannes Paul II. stattgegeben. 